# 郭碧婷
郭碧婷（英語：Bea Hayden，1984年1月16日—），本名郭芯妍，臺灣演員、模特兒，有1/4的美國白人血統。
2002年，郭碧婷因担任《BEAUTY》、《RAY》等时尚杂志的平面模特而在台湾平面广告界崭露头角。此后，她还担任了众多华语歌手音乐录影带的女主角。2006年，郭碧婷出演了个人首部影视作品《金色年华》。2007年，郭碧婷出演了个人银幕处女作《沉睡的青春》。2008年，她因接拍《益达口香糖》广告而被称为“益达女孩”。2010年，郭碧婷主演了宠物愈疗片《街角的小王子》。2012年，她因在郭敬明执导的青春片《小时代》中饰演南湘而在中国获得广泛关注。2014年，郭碧婷出演了电影版《咱们结婚吧》。2015年，其主演的都市剧《神犬小七》获得中国大陆地区暑期黄金档电视剧收视冠军。2018年3月2日，郭碧婷领衔主演的现代奇幻爱情片《宇宙有爱浪漫同游》上映。

## 影視作品

### 電視劇
| 年份      | 頻道           | 劇名                     | 角色   | 備註       |
| 2006/1/2  | 浙江電視台     | 《金色年華》             | 許曼麗 | 第二女主角 |
| 2013/1/27 | 愛奇藝         | 《新保镖之翡翠娃娃》     | 程采玉 | 第一女主角 |
| 2015/8/10 | 湖南廣播電視台 | 《神犬小七》             | 丁涵   | 第一女主角 |
| 2017/2/5  | 湖南衛視       | 《那片星空那片海》       | 沈螺   | 第一女主角 |
| 2017/10/2 | 湖南衛視       | 《那片星空那片海第二季》 | 陸漓   | 第一女主角 |
| 2017/12/5 | 山東衛視       | 《國士無雙黃飛鴻》       | 十三姨 | 第一女主角 |
| 2019/2/16 | 公共電視       | 《魂囚西門》             | 洪玉玫 | 第一女主角 |

### 電影
| 年份   | 劇名                   | 角色           | 性質           | 導演          |
| 2007年 | 《沉睡的青春》         | 徐青青         | 第一女主角     | 鄭芬芬        |
| 2010年 | 《街角的小王子》       | 小靜           | 第一女主角     | 林孝謙        |
| 2011年 | 《假如没有你》         | 安楚兒         | 第一女主角     | 楊昆榮        |
| 2012年 | 《楓樹街33號》         | 服飾店老闆女兒 | 第一女主角     | 李光、戴曙鳴  |
| 2012年 | 《一或一起?》          | Kay            | 第一女主角     | 未知          |
| 2013年 | 《小時代》             | 南湘           | 四大女主角之一 | 郭敬明        |
| 2013年 | 《小時代：青木時代》   | 南湘           | 四大女主角之一 | 郭敬明        |
| 2014年 | 《一線鍾情》           | 玲玲           | 第一女主角     | 張太侑        |
| 2014年 | 《小時代：刺金時代》   | 南湘           | 四大女主角之一 | 郭敬明        |
| 2014年 | 《愛情進化論》         | 安安           | 第一女主角     | 劉榮艷        |
| 2015年 | 《咱们结婚吧》         | 文艺           | 第一女主角     | 劉江          |
| 2015年 | 《風中家族》           | 邱香           | 三大女主角之一 | 王童          |
| 2015年 | 《小時代：靈魂盡頭》   | 南湘           | 四大女主角之一 | 郭敬明        |
| 2018年 | 《宇宙有愛浪漫同遊》   | Tina           | 第一女主角     | Andrea Klarin |
| 2020年 | 《機械畫皮》(網絡電影) | 蘇辛           | 第一女主角     |               |
| 2024年 | 《門前寶地》           | 夏安           |                |               |

### 電視綜藝節目
- 2015年 女神新装
- 2018年 最美的時光
- 2019年 我家小两口
- 2019年 女儿们的恋爱第二季
- 2024年 乘風2024

### 音樂錄影帶(MV)
- 2003年11月18日 陳奕迅〈聖誕結〉
- 2004年1月9日 楊乃文〈你懂嗎〉
- 2004年9月17日 TENSION〈恆星〉
- 2004年11月5日 五月天〈超人〉
- 2005年6月3日 Energy〈我們〉
- 2005年10月7日 孫燕姿〈Honey Honey〉
- 2005年10月7日 孫燕姿〈隱形人〉
- 2005年11月10日 周國賢〈漢城沉沒了〉
- 2007年4月20日 陳威全〈中途轉機〉
- 2007年4月30日 王心凌〈原來這才是真的你〉
- 2007年6月1日 柯有倫〈兩敗俱傷〉
- 2007年7月13日 王力宏〈不完整的旋律〉
- 2007年10月5日 品冠〈Just When I Needed You Most〉
- 2007年10月5日 楊宗緯〈多餘〉（沈睡的青春電影主題曲）
- 2008年7月10日 蕭敬騰〈原諒我〉
- 2010年4月23日 房祖名〈假動作〉
- 2010年10月16日 吳克羣〈絕對不放〉
- 2011年3月21日 林奕匡 〈雨落大地〉
- 2012年9月17日 黃建為〈嘿!小女孩〉
- 2013年6月26日 何韻詩〈如果我們只剩一首歌的時間〉
- 2013年7月18日 曾軼可〈女人的秘密〉
- 2014年4月27日 方大同〈特別的人〉
- 2018年9月22日 林采欣〈可樂〉、〈瑜珈〉等《守夜人》專輯系列劇情音樂錄影帶

## 獎項
| 年份 | 獎項 |
| ---- | --- |
| 2013 | - 第4屆樂視盛典ㄒ年度電影新銳女演員獎 - BQ江南紅人榜－年度電影新演員獎 - 第1屆明星街拍盛典－年度最佳街拍形象獎 |
| 2014 | - 樂視星月榜樣盛典－年度最受歡迎人氣演員                                                                       |
| 2015 | - 時尚COSMO美麗盛典－年度美麗偶像大獎                                                                          |

## 外部連結
- 郭碧婷的新浪微博
- 郭碧婷的Instagram帳戶
- 郭碧婷的小紅書帳戶 （页面存档备份，存于）
- 郭碧婷在互联网电影资料库（IMDb）上的資料（英文）
- 郭碧婷在香港影庫上的簡介
- 郭碧婷在豆瓣上的资料（简体中文）
- 郭碧婷在时光网上的簡介（简体中文）
- 郭碧婷：中文電影資料庫 （页面存档备份，存于）